# 濟奇群島
濟奇群島是俄羅斯的群島，屬於法蘭士約瑟夫地群島的一部分，由阿爾漢格爾斯克州負責管轄，最高點海拔高度620米，島嶼包括卡爾亞歷山大島、賴涅拉島、傑克遜島、派耶爾島、格里利島、索爾茲伯里島、維也納新城島、路易吉島和昌普島。